# Stadtbibliothek Friedrichshain-Kreuzberg
Die Stadtbibliothek Friedrichshain-Kreuzberg ist Teil des öffentlichen Berliner Bibliothekssystem. Sie befindet sich in Trägerschaft des Bezirksamtes Friedrichshain-Kreuzberg, Abteilung Finanzen, Personal, Wirtschaft, Kultur, Diversity und Klima. Gemeinsam mit der Stadtbibliothek Mitte „firmiert“ sie als city bibliothek berlin. Diese Bibliothek weist einen Medienbestand von rund 282.676 auf, die im Jahr 2022 von 423.980 Besuchern etwa 1,5 Millionen Mal entliehen wurden. Darüber hinaus organisierte die Bibliothek im gleichen Zeitraum 1.618 Veranstaltungen.

## Geschichte

### Mitte des 19. Jahrhunderts bis zum Ende des Zweiten Weltkriegs
Die Volksbibliotheken (nach 1918 Volksbüchereien, so die beiden Bezeichnungen der öffentlichen Bibliotheken der Stadt Berlin) wurden seit 1901 von der Berliner Stadtbibliothek als Einheit für zentrale Dienste (Buch- und Materialkauf, Buchbinderei, Personalverwaltung und -schulungen, Katalogisierung etc.) betreut und bildeten mit ihr ein zweischichtiges Bibliothekssystem. Die Berliner Stadtbibliothek blieb auch nach der Bildung Groß-Berlins im Jahr 1920 nur für die Volksbüchereien im alten Stadtgebiet zuständig.
Die Friedrich-von-Raumer-Bibliothek fusionierte 1921 aus 1. und 4. Volksbücherei von 1850, und ist damit die älteste Stadtteilbibliothek im Bezirk.
Am 7. September 1926 hatte die Stadtverordnetenversammlung Berlins beschlossen, die Zuständigkeit für die Volksbüchereien im alten Stadtgebiet von der Stadtbibliothek auf die Bezirksämter der inneren Bezirke I bis VI (I. Mitte, II. Tiergarten, III. Wedding, IV. Prenzlauer Berg, V. Friedrichshain und VI. Kreuzberg) zu übertragen. Ab 9. November 1926 bildete jeder Bezirk ein eigenes, nunmehr Stadtbücherei genanntes Bibliothekssystem. Curt Wormann wurde als Leiter der neuen Stadtbücherei Kreuzberg berufen, dem die zunächst noch sieben in Kreuzberg gelegenen Volksbüchereien I, V (Kinderbücherei), IX, XIV, XXII und XXIV unterstanden.
Wormann bildete 1928 aus der 14. Volksbücherei (alias Volksbibliothek XIV), bis dahin in der Baruther Straße angesiedelt, und der 3. Lesehalle, bis dahin in der Wilmsstraße, die Hauptbücherei Kreuzberg, die einstweilen das Haus Belle-Alliance-Straße 80 bezog (nach Kriegszerstörung 1943, Umbenennung und neuer Nummerierung 1947 steht dort der Neubau Mehringdamm 59). Nach der Zerstörung des bisherigen Standorts nahm im Frühjahr 1944 die Hauptbücherei Kreuzberg ihren Betrieb in einer provisorischen Unterkunft in der Gneisenaustraße 7 eingeschränkt wieder auf.

### 1945 bis 1990
Ein eigener Bau für die Hauptbücherei Kreuzberg konnte erst 1964 realisiert werden (damals: Wilhelm-Liebknecht-Bücherei genannt, jetzt Mittelpunktbibliothek).

### Seit der deutschen und Berliner Wiedervereinigung
Die Berliner Wiedervereinigung führte zu einem Zusammenwachsen von Ost-Berliner und West-Berliner ehemaligen Einzelbezirken, im Jahr 2001 sorgte die Verwaltungsreform dann auch für die Zusammenführung der bezirklichen Bibliothekssysteme Friedrichshains und Kreuzbergs. Die neue Bezirkszentralbibliothek Friedrichshain-Kreuzberg an der Frankfurter Allee wurde im Jahr 2010 nach zweieinhalbjähriger Planungs- und Bauzeit wiedereröffnet, zuvor war sie in der Grünberger Straße 54 untergebracht. Das Gebäude ist ein Schul-Serienbau vom Typ „SK 66 Berlin“, der von 1969 bis 1993 von der Heinrich-Hertz-Schule genutzt wurde. Durch Eingriffe im Inneren und Verkleidung mit geschosshohen Zedernholz-Lamellen wurde das Gebäude für die Nutzung als Pablo-Neruda-Bibliothek stark verändert.
Im Oktober 2010 eröffnete die neue Mittelpunktbibliothek Adalbertstraße mit dem Ehrennamen Wilhelm-Liebknecht- / Namık-Kemal-Bibliothek als interkulturelle Familienbibliothek nach Umbau- und Sanierungsmaßnahmen. Dieses Vorhaben konnte durch Mittel aus dem Konjunkturpaket II, EFRE und BIST – Bibliotheken im Stadtteil sowie bezirklichen Mitteln verwirklicht werden.

## Projekte
Um Kindern, Jugendlichen und Erwachsenen mit unterschiedlichem Migrations- und Sprachhintergrund die Nutzung von Bibliotheken zu erleichtern, werden mit dem Projekt Willkommenskultur (ab 2015) die Menschen in ihren Muttersprachen angesprochen. Dafür wurden Materialien in zehn Sprachen konzipiert, die von vielen Menschen im Bezirk Friedrichshain-Kreuzberg gesprochen werden. Dieses Projekt wird aus Mitteln des Programms BIST – Bibliotheken im Stadtteil kofinanziert.
Mit der Beteiligung am Projekt TENIVER – Technologische Innovation in der Informationsversorgung, ebenfalls aus Mitteln der EFRE, hat Friedrichshain-Kreuzberg 2011 die Selbstverbuchung von Medien mit Hilfe der RFID-Technik eingeführt.

## Einrichtungen
Derzeit (Stand Anfang 2024) gibt es vier verschiedene Einrichtungen im ganzen Bezirk verteilt sowie die Schulbibliothek in der Carl-von-Ossietzky-Schule.
|                                                                                    | Adresse                             | Ortsteil       | Bestand | Kurzdarstellung und Namensgeber | Bild |
| ---------------------------------------------------------------------------------- | ----------------------------------- | -------------- | ------- | --- | ---- |
| Bezirkszentralbibliothek Frankfurter Allee Pablo-Neruda-Bibliothek                 | Frankfurter Allee 14a, 10247 Berlin | Friedrichshain | 100.000 | Pablo Neruda |      |
| Mittelpunktbibliothek Adalbertstraße /Wilhelm-Liebknecht- / Namık-Kemal-Bibliothek | Adalbertstraße 2, 10999 Berlin      | Kreuzberg      | 60.000  | Namik Kemal |      |
| Stadtteilbibliothek Dudenstraße Friedrich-von-Raumer-Bibliothek                    | Dudenstraße 18–20, 10965 Berlin     | Kreuzberg      | >33.000 | Friedrich von Raumer |      |
| Familienbibliothek Glogauer Straße Else-Ury-Familienbibliothek                     | Glogauer Straße 13, 10999 Berlin    | Kreuzberg      | [ 14 ]  | Vorhandene Medien: Kinderbücher, Romane für Erwachsene, DVDs, CDs, CD-ROMs, Nintendo DS Spiele und Gesellschaftsspiele für Kinder ab 0 Jahren, Jugendliche bis 15 Jahren, Eltern, Lehrer, Erzieher. Die Fassade des denkmalgeschützten Hauses aus dem 19. Jahrhundert ist mit Graffiti übersät und fällt damit in der Bauflucht nicht besonders auf. Vor der Ausgabe von Literatur an die Besucher werden die Titel gescannt. Else Ury |      |

Die Bibliothek nimmt am Verbund Öffentlicher Bibliotheken Berlins (VÖBB) teil und ist an den bundesweiten Fernleihverkehr angeschlossen.

## Bestände
Im neuen Haus in der Frankfurter Allee befinden sich auf vier Etagen rund 100.000 Bücher und Medien für Kinder, Jugendliche und Erwachsene. Neben einer Familienbibliothek, Musikbibliothek und Artothek, einem Multimedia-Lernzentrum mit 10 Internet-PCs und freiem W-LAN-Zugang umfasst die Bibliothek auch eine bisher bundesweit einzigartige Abteilung mit Medien in Leichter Sprache, die einen barrierefreien Zugang für Menschen mit Lernschwierigkeiten ermöglichen. Die Herrichtung und Ausstattung der neuen Bezirkszentralbibliothek wurde aus Mitteln des Programms Stadtumbau Ost sowie Mitteln der Europäischen Union, des EFRE (Europäischer Regionalfonds) und des Programms BIST – Bibliotheken im Stadtteil gefördert.